# Шабдрунг Нгаванг Намгјал
Шабдрунг Нгаванг Намгјал (тибетански:ཞབས་དྲུང་ངག་དབང་རྣམ་རྒྱལ་,енгл. Shabdrung Ngawang Namgyal) био је тибетански будистички лама и ујединитељ Бутана као националне државе. Поред уједињења разних зараћених страна тридесетих година седамнаестог века, он је такође створио бутански културни идентитет, одвојен од тибетанске културе из које је изведен.

## Биографија
Шабдрунг Нгаванг Намгјал рођен је Ралунгу, на Тибету. Он долази из утицајне верске породице са Тибета . Његов деда је био протеран из Тибета током сукоба са школом Гелугпа и населило се у долини Паро у западном Бутану, где становништво поштује верску школу Кадју.
Године 1627. први Европљани су посетили Бутан. То су били португалски језуити Касел и Кабрал Они су говорили о Шабдрунгу као пријатељски настројеном домаћину и интелигентном човеку, пуном креативности и духовне снаге.
У бици пет лама 1634. године Шабдрунг је победио војску коју су сачињавали Тибетанци и Бутанци и створио уједињену државу Бутан која постоји и данас.
Шабдрунг је такође успоставио посебан двоструки систем власти, којим је држава подељена између духовног лидера (Je Khempo) који управља верским институцијама и административног лидера (Druk Desi) који правља државним пословима. Таква политика постоји у модификованом облику до данашњег дана.
Широм земље, организовао је изградњу тврђава (Dzong), који су коришћени и за администрацију и заштиту будистичких манастира. За престоницу је изабрао тврђаву Пунакха-дзонг у којој је владао све до своје смрти 1651. године. Да би се предупредили династички борбу, скривали су његову смрт 54 године. За то време су издавали наредбе у његово име, објашњавајући да је био на продуженом мирном повлачењу.